# Ernst Kossak
Karl Ludwig Ernst Kossak, född den 4 augusti 1814 i Marienwerder, Västpreussen, död den 3 januari 1880 i Berlin, var en  tysk litteratör.
Kossak gjorde sig först känd genom kritiska bidrag till musiktidskrifter. Från 1847 uppsatte han efter vartannat tidningarna Zeitungshalle, som efter franskt mönster införde följetongen, Feuerspritze och Montagspost. Hans teckningar av livet i Berlin och reseskildringar utmärker sig genom fin iakttagelse och god humoristisk framställning samt utgavs i flera samlingar, bland annat Berlin und die Berliner (1851), Berliner Federzeichnungen (6 band, 1859–1865; ny upplaga 1875), Wanderbuch eines literarischen Handwerksburschen (1856; 2:a upplagan 1858) och Reisehumoresken (1862). Efter landskapsmålaren Eduard Hildebrandts dagböcker och muntliga berättelser skrev han Reise um die Welt (3 band, 1867; 8:e upplagan 1888).